# Johan Ludvig Engström
Johan Ludvig Engström, född 14 februari 1812 i Stockholm, död 20 februari 1877 i Styrsö församling, Göteborgs och Bohus län, var en svensk distriktsläkare och amatörmusiker.
Engström var dirigent för Uppsala studentkårs allmänna sångförening 1847–1850. Han var till sin död karantänsläkare på Känsö i Göteborgs skärgård.